# Hesperochiron pumilus
Hesperochiron pumilus là loài thực vật có hoa trong họ Mồ hôi. Loài này được (Griseb.) Porter mô tả khoa học đầu tiên năm 1871 publ. 1872.